# Choronów
Choronów – dawna wieś na Ukrainie, obecnie na terenie rejonu czerwonogrodzkiego w obwodzie lwowskim, blisko granicy polskiej. Leżała pomiędzy Domaszowem a Chlewczanami, bezpośrednio na południowy wschód od Bruckenthala.
Wieś starostwa mostowskiego, położona była w XVIII wieku w województwie bełskim. W II Rzeczypospolitej do 1934 samodzielna gmina jednostkowa. Następnie należała do zbiorowej wiejskiej gminy Bruckenthal w powiecie rawskim w woj. lwowskim. 
W 1944 nacjonaliści ukraińscy z OUN-UPA zamordowali tutaj 23 Polaków.
Po wojnie wieś weszła w struktury administracyjne Związku Radzieckiego.